# Raja Basa (Bandar Negeri Semuong)
Raja Basa is een bestuurslaag in het regentschap Tanggamus van de provincie Lampung, Indonesië. Raja Basa telt 1003 inwoners (volkstelling 2010).